# William Lewis (om de știință)
William Lewis FRS (n. 20 iunie 1708, Surrey, Anglia, Regatul Marii Britanii – d. 21 ianuarie 1781, Surrey, Anglia, Regatul Marii Britanii) a fost un chimist și medic britanic. Este cunoscut pentru scrierile sale legate de farmacie și medicină, precum și pentru cercetările sale în metale.

## Viața și munca
William Lewis, fiul lui John (William?) Lewis, de meserie berar, s-a născut în Richmond, Surrey. S-a înscris la Christ Church, Oxford, la 17 martie 1730. A fost absolvit B.A. în 1734 și a procedat M.A. 1737, M.B. A fost absolvent la B.A. în 1734 și a procedat la M.A. 1737, M.B. 1741 și M.D. 1745. A practicat ca medic, iar în 1746 locuia în Dover Street, Londra, dar la scurt timp s-a mutat la Kingston upon Thames. La deschiderea Bibliotecii Radcliffe din 1749, Lewis a predat orația. A murit la Kingston, Surrey, la 21 ianuarie 1781 și a fost înmormântat la Richmond.